# Psychological Bulletin
Das Psychological Bulletin ist eine international einflussreiche, englischsprachige wissenschaftliche Fachzeitschrift im Bereich der Psychologie. Veröffentlicht werden vor allem evaluative und integrative Übersichtsarbeiten (Reviews und Meta-Analysen).
Die Zeitschrift wurde 1904 gegründet, wird von der American Psychological Association (APA) herausgegeben und erscheint sechs Mal im Jahr. Chefredakteurin ist Dolores Albarracín von der University of Illinois at Urbana-Champaign; ab 2021 ist Blair T. Johnson von der University of Connecticut vorgesehen.
2012 hatte die Zeitschrift einen Impact Factor von 15,575 und lag damit auf Rang 1 von insgesamt 126 betrachteten Zeitschriften in der Kategorie interdisziplinäre Psychologie.